# Stawy Monowskie
Stawy Monowskie – wieś w Polsce położona w województwie małopolskim, w powiecie oświęcimskim, w gminie Oświęcim.
W latach 1975–1998 miejscowość administracyjnie należała do województwa bielskiego.

## Części wsi
| Integralne części wsi Stawy Monowskie | Integralne części wsi Stawy Monowskie | Integralne części wsi Stawy Monowskie |
| SIMC                                  | Nazwa                                 | Rodzaj                                |
| ------------------------------------- | ------------------------------------- | ------------------------------------- |
| 0064081                               | Zalesie                               | część wsi                             |

## Przyroda
Na terenie Stawów Monowskich znajduje się ostoja ptaków o znaczeniu europejskim w Polsce: Dolina Dolnej Skawy (PL125). Lęgną się tutaj między innymi: podgorzałka, ślepowron, mewa czarnogłowa i rybitwa białowąsa.